# 히로세야초노모리역
히로세야초노모리역(일본어: ひろせ野鳥の森駅, ひろせやちょうのもりえき)은 일본 사이타마현 구마가야시에 있는 지치부 철도 지치부 본선의 역이다.
역 명칭은 구마가야 시내 거주자와 재직자를 대상으로 공모되어 174명의 응모 중에서 골랐다.

## 역 구조
- 단선 승강장 1면 1선의 지상역으로 업무 위탁역이다.(관리역:구마가야역)
- 역사는 승강장의 연장선 상에 있다. 역 입구와 역사, 승강장 사이는 슬로프에서만 연결되어 있고 장벽이 없는 구조다.
- 화장실은 개찰 내에 있는 남녀별 수세식에서 남성용과 여성용 모두 장애자 대응의 배리어 프리 화장실이다.
- 역무원 근무 시간은 평일 7:00 ~ 20:00, 주말 및 공휴일은 7:00 ~ 19:00이다.

### 승강장
| ■ 지치부 선 | 구마가야・교다시・하뉴 방면                 |
| ■ 지치부 선 | 요리이・나가토로・지치부・미쓰미네구치 방면 |

## 역 주변
주변은 본 역 개통 이후 택지화가 급속히 진행되고 있다.
버스 노선의 연장선은 없다. 북쪽으로 도보 6분 정도의 국도 제140호선 위에 있는 유유히 버스 사쿠라호 히로세 니시 정류소와 가장 가깝다.
- 구마가야 시 들새의 숲 공원 - 아라카와 하천 부지 내의 들새의 숲은 원시림이 존재한다. 인공 연못에는 있지만 자연 속에 용해된 연못이 있다.
- 사이타마 현 구마가야 상업 고등 학교
- 지치부 철도 히로세 가와라 차량 기지
- 국도 제140호선
- 구마가야 운동 공원(쿠마 가야 사쿠라 운동 공원)
- 미야쓰카 고분
- 구마가야 오아소 공원
- 구마가야 골프 클럽
- 아라카와강
  - 구마가야 대교

## 역사
- 2003년 3월 27일: 영업 개시.

## 인접역
| 지치부 철도 ■ 지치부 본선 | 지치부 철도 ■ 지치부 본선 | 지치부 철도 ■ 지치부 본선 |
| ------------------------- | ------------------------- | ------------------------- |
| 이시와라 하뉴 방면        | 보통                      | 오아소 미쓰미네구치 방면  |